# ناحیه انتقال خورشیدی

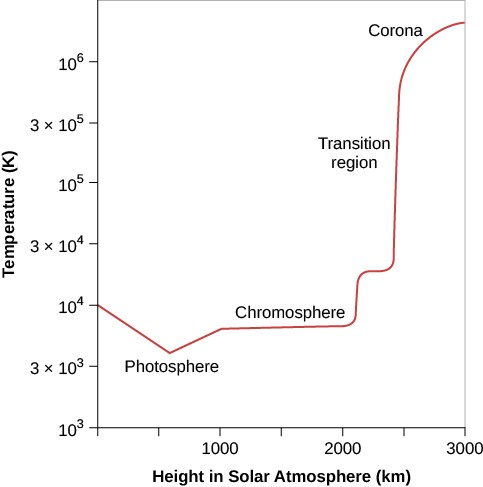
دمای تقریبی در جو خورشیدی که بر حسب ارتفاع ترسیم شده است

ناحیه انتقال خورشیدی (انگلیسی: Solar transition region) ناحیه‌ای از جو خورشید بین فام‌سپهر فوقانی و تاج است.